# Mamă/Android
Mamă/Android (în engleză Mother/Android) este un film SF thriller din 2022 regizat de Mattson Tomlin. În rolurile principale au interpretat Chloë Grace Moretz, Algee Smith, Raúl Castillo.

## Distribuție
- Chloë Grace Moretz - Georgia
- Algee Smith - Sam
- Raúl Castillo - Arthur
- Linnea Gardner - Sarah
- Kiara Pichardo - Lisa
- Oscar Wahlberg - Derrick
- Christian Mallen - Kevin
- Jared Reinfeldt - Connor
- Liam McNeill - Daniel
- Stephen Thorne - Eli
- Jon F. Merz - Mr. Olsen
- Tamara Hickey - Mrs. Olsen
- Jason Bowen - Boston lieutenant
- Hana Kim - Korean official
- Benz Veal - Patrol
- Will Lyman - Captain
- Owen Burke - Officer Norton
- Kate Avallone - Doctor Howe